# حصین البحر
حصین البحر (به عربی: حصین البحر) یک روستا در سوریه است که در استان طرطوس واقع شده‌است. حصین البحر ۴٬۳۵۰ نفر جمعیت دارد.